# Северни Лас Вегас
Северни Лас Вегас град је у округу Кларк у савезној држави Невади, САД. Према попису из 2010. имао је 216.961 становника. Налази се у метрополитанској области Лас Вегаса, а статус града је добио 1946. године.
Северни Лас Вегас је и успутна станица за туристе који путују у Лас Вегас, па им служи као одмориште.

## Географија
Северни Лас Вегас се налази на надморској висини од 672 m.

## Демографија
По попису из 2010. године број становника је 216.961, што је 101.473 (87,9%) становника више него 2000. године.
|                   | 2010.            | 2000.            |
| Укупно            | 216 961 (100,0%) | 115 488 (100,0%) |
| Хиспаноамериканци | 84 134 (38,78%)  | 43 435 (37,61%)  |
| Белци             | 67 687 (31,20%)  | 42 880 (37,13%)  |
| Афроамериканци    | 43 153 (19,89%)  | 21 970 (19,02%)  |
| Азијати           | 13 564 (6,252%)  | 3 740 (3,238%)   |
| Остали            | 8 423 (3,882%)   | 3 463 (2,999%)   |